# Nettetal
Nettetal – miasto w zachodnich Niemczech, w kraju związkowym Nadrenia Północna-Westfalia, w rejencji Düsseldorf, w powiecie Viersen. W 2010 roku liczyło 41 736 mieszkańców. Znajduje się w pobliżu granicy z Holandią, ok. 20 km od Mönchengladbach i ok. 10 od Venlo.
Składa się z następujących dzielnic (w nawiasach podano liczbę mieszkańców z 31 grudnia 2010 roku):
- Breyell (7 871)
- Hinsbeck (4 964)
- Kaldenkirchen (9 640)
- Leuth (1 920)
- Lobberich (13 845)
- Schaag (3 707)

## Współpraca
Miejscowości partnerskie:
- Caudebec-en-Caux, Francja
- Ełk, Polska
- Fenland, Wielka Brytania
- Rochlitz, Niemcy